# Mejhoul
Phoenix dactylifera 'Medjool' · Mejhoul
Le mejhoul (en arabe : مجحول, parfois orthographié medjool ou majhoul) est un cultivar de dattes issu du palmier dattier (Phoenix dactylifera), originaire de la région du Tafilalet au sud-est du Maroc, notamment de la ville de Boudenib. Réputée pour sa taille imposante, sa texture charnue et son goût sucré rappelant le miel ou la confiture de marrons, la datte mejhoul est un produit emblématique du patrimoine agricole marocain. Sa couleur varie du brun orangé au brun foncé, et son fruit ovale est particulièrement moelleux, ce qui en fait une variété prisée tant au Maroc qu'à l'international.
Exportée et cultivée dans d'autres régions comme la Californie (États-Unis), Israël, la Palestine, la Jordanie et même la Namibie, la mejhoul est aujourd'hui une datte de renommée mondiale. Elle est particulièrement associée aux cérémonies traditionnelles marocaines, notamment les mariages et la rupture du jeûne pendant le Ramadan.

## Histoire
La datte mejhoul trouve ses origines dans les oasis du Tafilalet, où les palmiers dattiers prospèrent grâce au climat aride et aux systèmes d'irrigation traditionnels. Au XIXe siècle, une épidémie fongique, probablement liée à la fusariose (Fusarium oxysporum), a décimé plus de dix millions de palmiers dattiers au Maroc, menaçant la survie de ce cultivar. Quelques plants ont été sauvés et transplantés dans les années 1920 en Californie, où ils ont prospéré dans la vallée de Coachella. Dans les années 1970, la culture de la mejhoul s'est également développée en Israël, notamment dans la vallée du Jourdain, grâce à des techniques modernes d'irrigation.
Aujourd'hui, le Maroc reste un producteur majeur de dattes mejhoul, avec une production annuelle estimée à plusieurs milliers de tonnes, dont une part significative est destinée à l'exportation. La variété est protégée dans certaines régions par des appellations d'origine contrôlée (AOC), comme dans le Tafilalet, où des efforts sont menés pour préserver les méthodes traditionnelles de culture.

## Caractéristiques
La datte mejhoul se distingue par plusieurs caractéristiques :
- Taille : Une des plus grosses variétés de dattes, avec un fruit pouvant atteindre 5 à 7 cm de longueur.
- Texture : Charnue et moelleuse, avec une peau fine.
- Saveur : Très sucrée, avec des notes de caramel, de miel et parfois de châtaigne.
- Couleur : Brun orangé à brun foncé à maturité.
- Noyau : Relativement petit par rapport à la chair, facilitant la consommation.

Sa richesse en sucres naturels (principalement glucose et fructose) en fait une source d'énergie rapide, tandis que sa teneur en fibres alimentaires, potassium et antioxydants contribue à ses qualités nutritionnelles.

## Utilisation

### Culinaire
La datte mejhoul est polyvalente en cuisine. Au Maroc, elle est souvent consommée fraîche ou séchée, nature ou fourrée d'amandes, de pâte d'amandes ou de noix. Elle est un mets incontournable lors des cérémonies, notamment :
- Mariages : Présentée en corbeilles décoratives, souvent fourrée et colorée pour une touche festive.
- Ramadan : Servie pour rompre le jeûne, accompagnée de lait fermenté (lben) ou de jus d'orange.
- Accueil traditionnel : Offerte aux invités avec un verre de lait ou de thé à la menthe.

À l'international, la mejhoul est utilisée dans des recettes sucrées (pâtisseries, barres énergétiques, smoothies) ou comme édulcorant naturel. Elle est également prisée dans la cuisine végétarienne et végane pour sa texture et sa douceur.

### Économique
La mejhoul est l'une des dattes les plus chères sur le marché en raison de sa qualité et de sa rareté relative. Au Maroc, son prix varie entre 100 et 200 dirhams le kilogramme (environ 9 à 18 euros) selon la saison et la qualité. En 2025, les exportations marocaines de dattes, dominées par la mejhoul, ont atteint des marchés européens, nord-américains et asiatiques, contribuant significativement à l'économie agricole du pays.

## Culture et production
La culture de la datte mejhoul nécessite des conditions spécifiques :
- Climat : Chaud et aride, avec des températures estivales dépassant souvent 40 °C.
- Irrigation : Essentielle dans les oasis, où l'eau est acheminée par des systèmes traditionnels (khettaras) ou modernes.
- Sol : Sablonneux et bien drainé, typique des régions désertiques.

La pollinisation des palmiers dattiers est souvent manuelle, une pratique ancestrale toujours en usage au Maroc. La récolte a lieu entre juillet et octobre, lorsque les dattes atteignent leur maturité optimale. Les palmiers mejhoul sont également sensibles aux maladies, comme le bayoud (causé par le champignon Fusarium oxysporum), ce qui nécessite une surveillance constante.

## Impact culturel
La datte mejhoul est profondément ancrée dans la culture marocaine. Elle symbolise l'hospitalité, la générosité et la fertilité des oasis. Lors des cérémonies, sa présentation soignée reflète le soin apporté à l'accueil des invités. Elle est également mentionnée dans des proverbes et chansons traditionnels, soulignant son importance dans le patrimoine immatériel.
À l'échelle internationale, la mejhoul est devenue un symbole de la gastronomie marocaine, souvent associée à l'exotisme des souks et des oasis. Des festivals, comme le Salon International des Dattes à Erfoud, mettent en avant ce cultivar et attirent des visiteurs du monde entier.

## Galerie

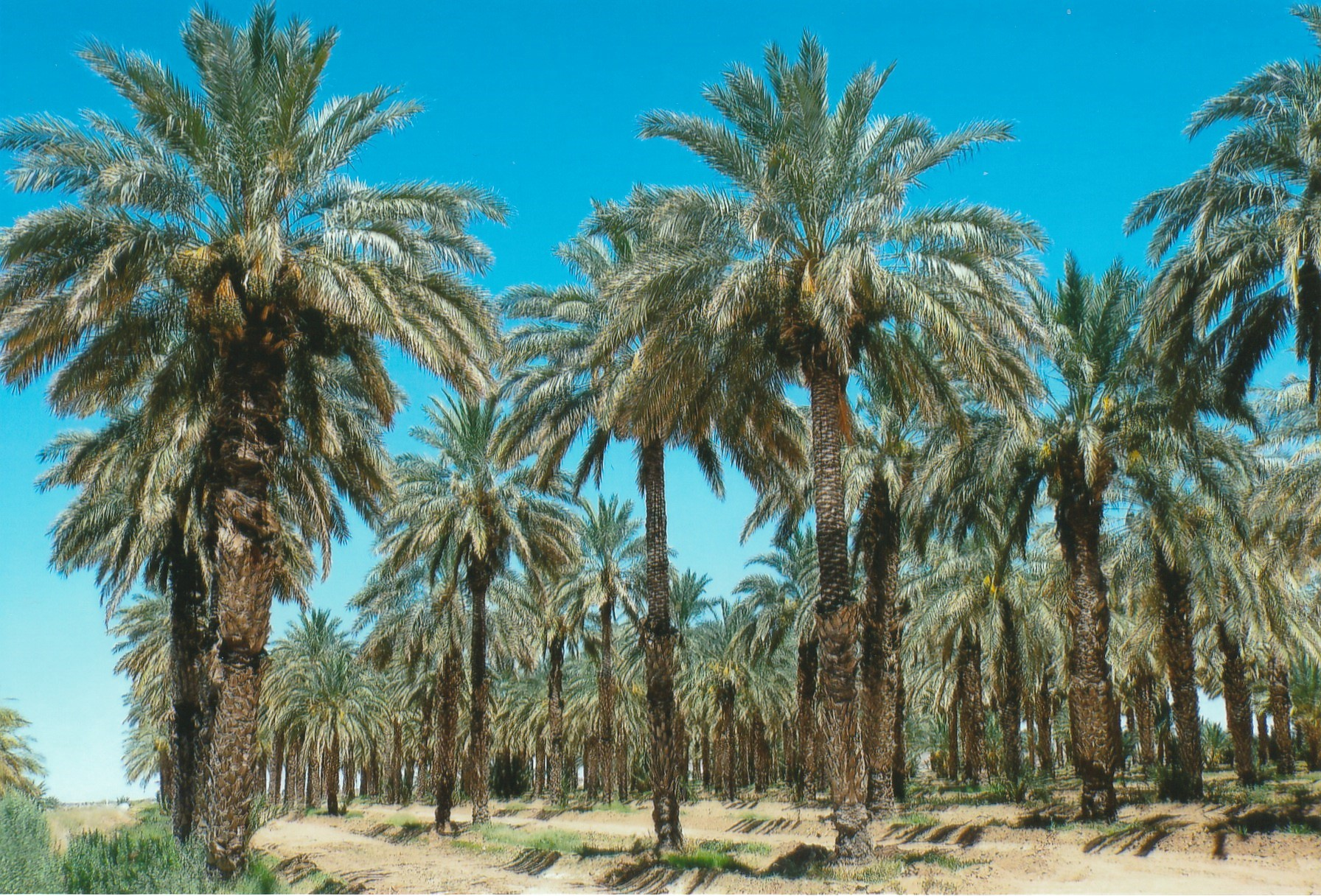
Palmiers dattiers du cultivar 'mejhoul' en Californie.
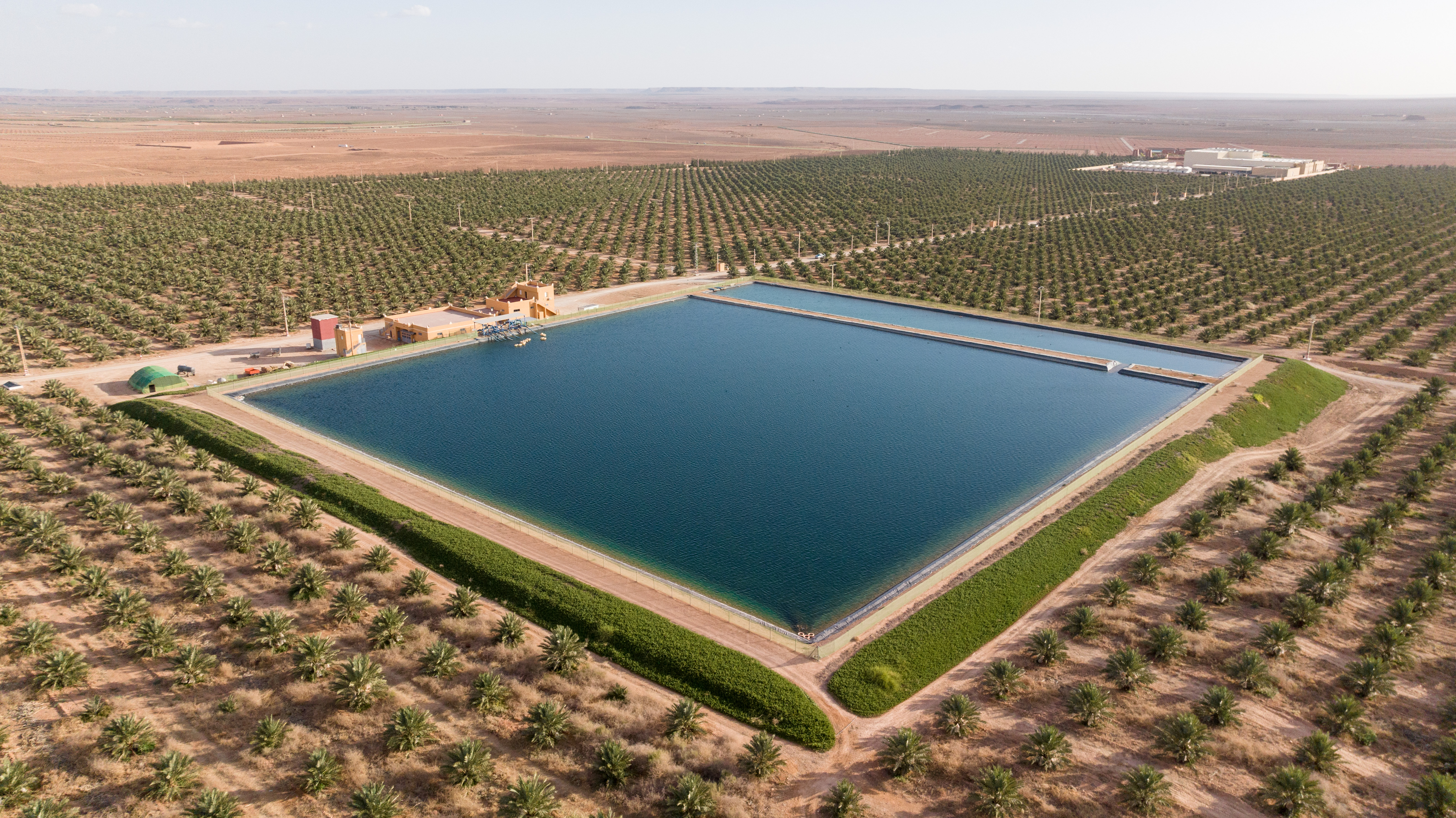
Exploitation agricole produisant la marque Medjool Star.
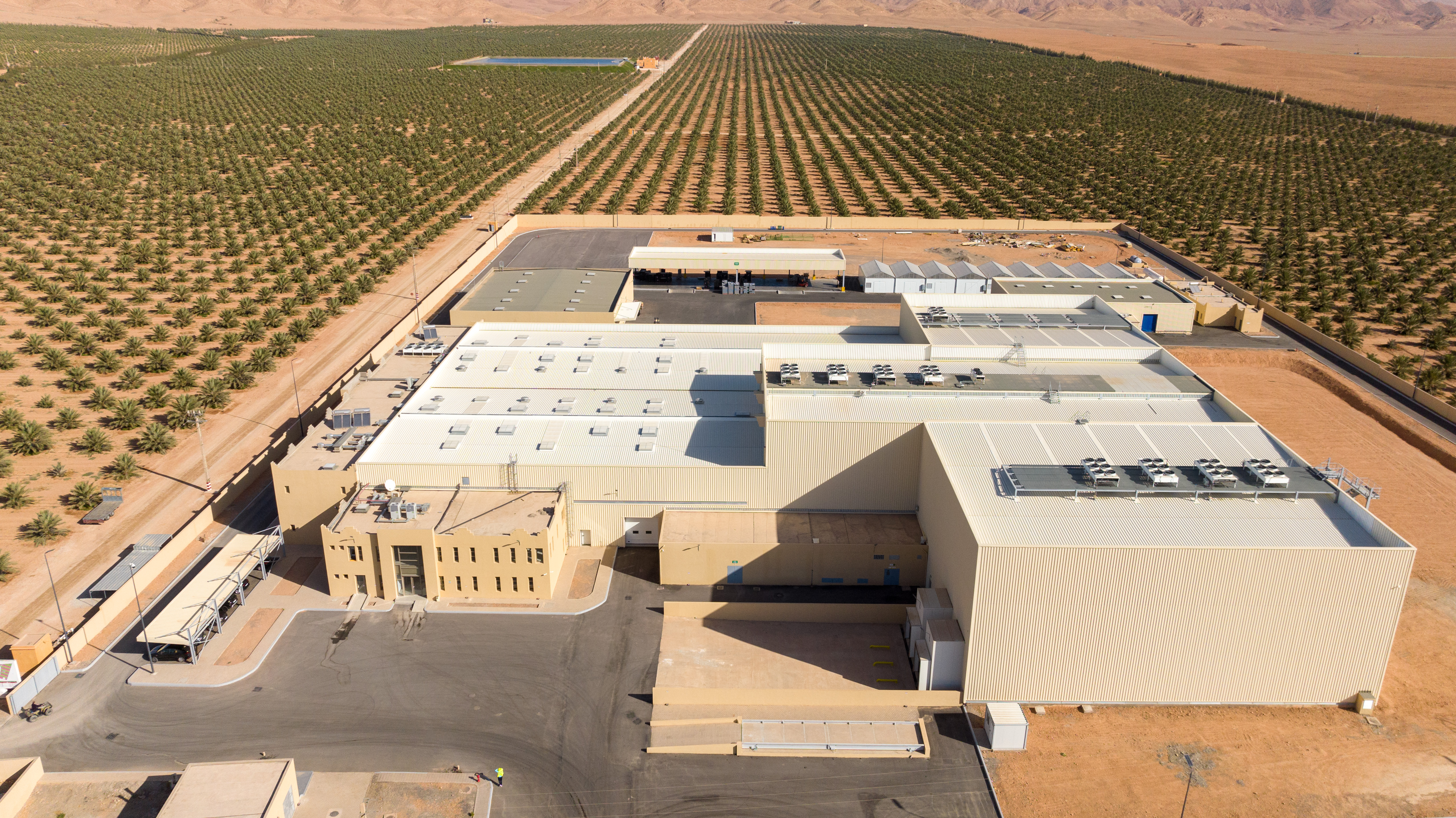
Unité d'emballage de dattes mejhoul.
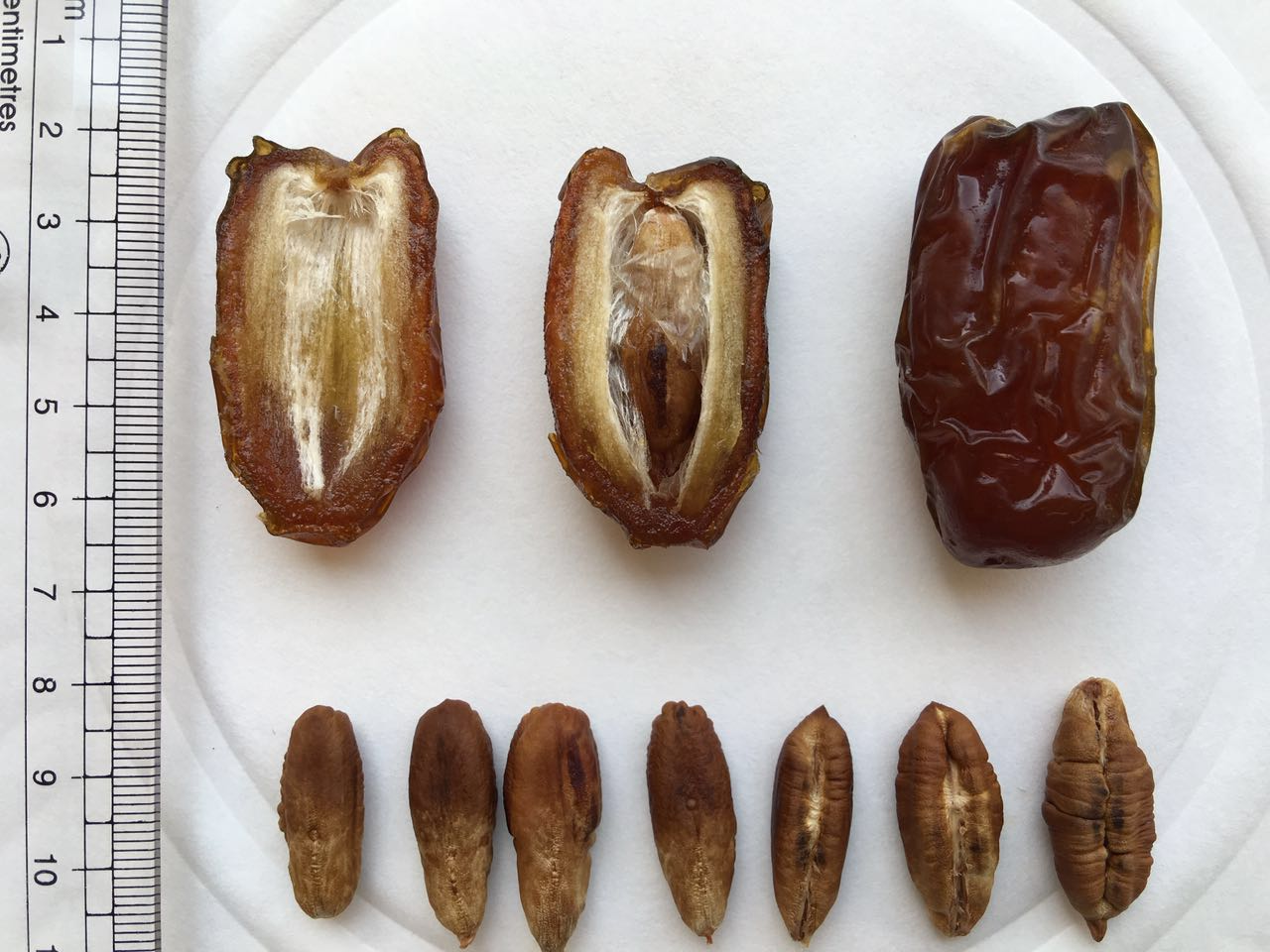
Dattes mejhoul cultivées en Namibie.
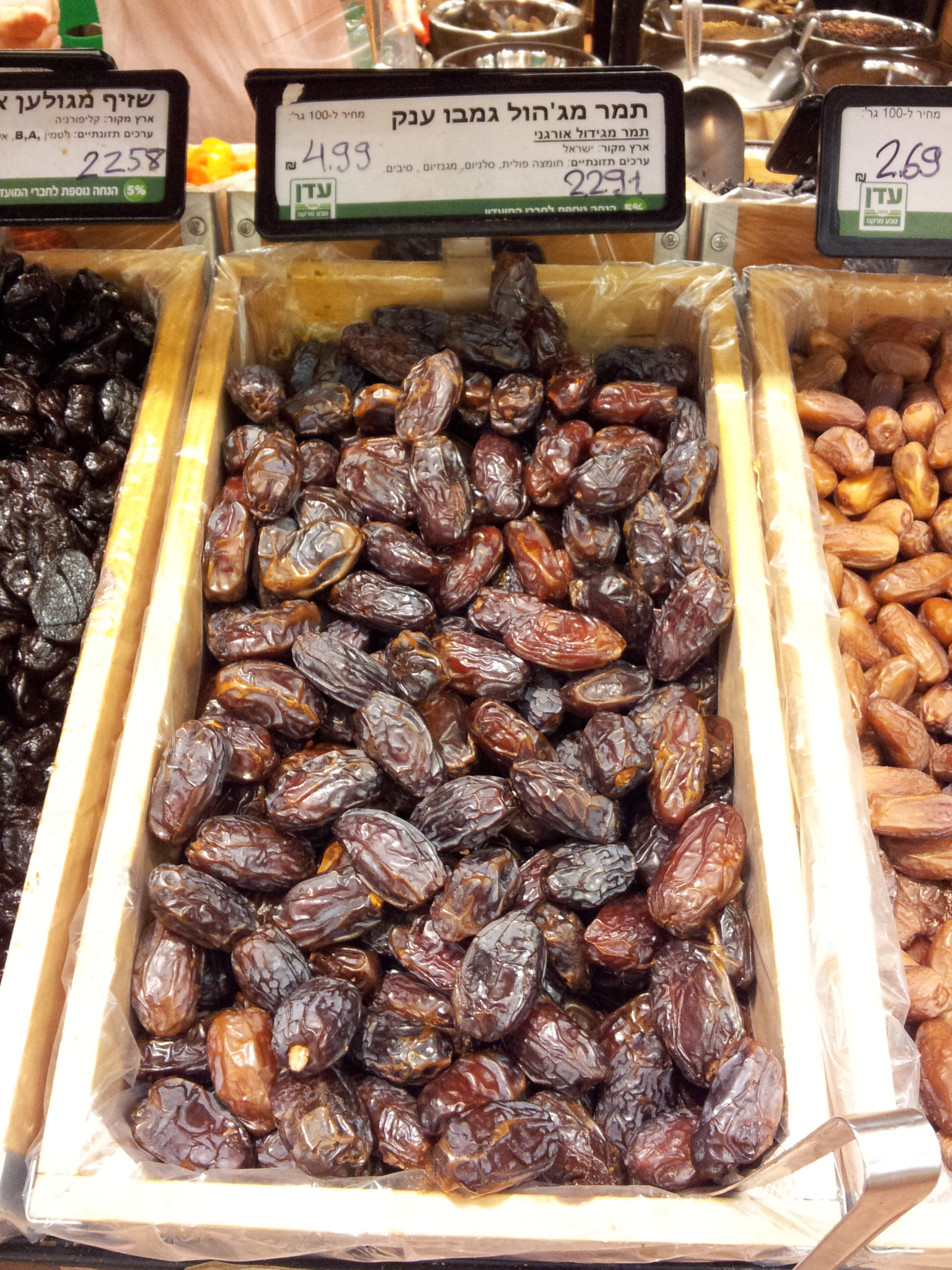
Vente de dattes mejhoul sur un marché.
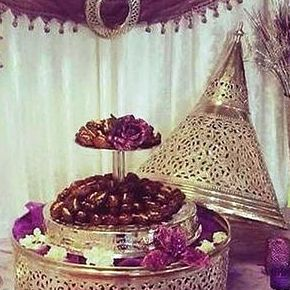
Présentation de dattes mejhoul lors d'une cérémonie marocaine.